# Rigmor Ranthe
Rigmor Ranthe (født 2. juli 2003) er en dansk skuespillerinde. Hun er datter af skuespillerparret Christine Albeck Børge og Lars Ranthe og hun voksede op på Vesterbro.
Hun har tidligere spillet teater (siden 2012), men slog for alvor igennem i rollen som Fie i syvende sæson af Klovn-tv-serien. Hun var med i alle afsnit af sæson 7 undtagen "Baked Alaska" og "Kender du typen". Rollen blev dog overtaget af Therese Blichfieldt i sæson 8 af Klovn-serien. Et formål med udskiftningen var, at det skulle se ud som om, at der var gået adskillige år imellem sæson 7 (2018) og sæson 8 (2021).

## Filmografi
- Retfærdighedens ryttere (Noahs datter)
- En helt almindelig familie (Caroline)[2]